# مرکز افکارسنجی دانشجویان ایران
مرکز افکارسنجی دانشجویان ایران که با نام مخفف ایسپا نیز شناخته می‌شود سازمانی غیردولتی وابسته به جهاد دانشگاهی که از سال ۱۳۸۰ فعالیت خود را در حوزه آمار و افکارسنجی آغاز کرده است. این مرکز با در اختیار داشتن ۳۱ شعبه فعال در ۳۱ استان کشور یکی از مراکز مهم نظرسنجی و تحقیقات افکار عمومی در ایران است. از اردیبهشت 1402  تاکنون ابراهیم شیرعلی ریاست این مرکز را بر عهده دارد.

## تاریخچه
پیمایش در جوامع بشری ریشه‌ای هزاران ساله دارد. حکومت‌های مختلف در تلاش‌اند تا با تحقیق بررسی درحوزه اجتماعی رفتار آینده اجتماع را تا حد ممکن پیش‌بینی کنند. همین نیاز روزافزون دستگاه‌های برنامه‌ریزی در ایران نیز باعث شد تا براساس قانون سال ۱۳۴۴ اداره آمار عمومی از وزارت کشور جدا و با نام مرکز آمار ایران به سازمان برنامه و بودجه وابسته شده و این مرکز به عنوان اولین اقدام سرشماری عمومی نفوس و مسکن را طبق قانون در آبان ماه ۱۳۴۵ به مرحله اجرا درآورد. اما رشد اجتماعی و تغییر خواسته‌ها باعث شد تا سطح دیگری از مطالعات اجتماعی در ایران عملی شود. مطالعاتی که رفتار اجتماعی-سیاسی و حتی سلیقه جامعه را پیدا می‌کند. در این روند نیاز به مرکزی غیر دولتی که در این حوزه فعالیت کند باعث شد تا در اردیبهشت ۱۳۸۰ مرکز افکارسنجی دانشجویان ایران (ایسپا ) وابسته به جهاد دانشگاهی فعالیت خود را آغاز کند. این مرکز در معرفی خود هدف از تاسیس‌اش را انجام پژوهش‌های افکارسنجی و افکارعمومی در سطح ملی به منظور کمک به سازمان‌ها و نهادهای دولتی، عمومی، خصوصی و مدنی در جهت اتخاذ تصمیمات و سیاست گذاری‌های مبتنی بر شواهد و آمار اعلام کرده است. و تاکید دارد اولویت اصلی‌اش توجه به افکار عمومی و لزوم بهره‌گیری از دیدگاه شهروندان با هدف افزایش مشارکت شهروندان در بهبود شرایط و توسعه امور کشور است.

## ساختار تشکیلاتی و اداری
مرکز افکارسنجی دانشجویان ایران زیر نظر رئیس جهاد دانشگاهی است و توسط هیئت مدیره اداره می‌شود و از سه معاونت تشکیل شده است؛ 
- پژوهشی
معاونت پژوهشی شامل شش گروه تخصصی است؛
  - اداره راهبری پژوهش
  - مطالعات فرهنگ سیاسی و رفتار انتخاباتی
  - مطالعات فرهنگ و دین
  - مطالعات توسعه اجتماعی
  - مطالعات سبک زندگی و رسانه
  - مطالعات افکار عمومی ایران
- سنجش و آمار
معاونت سنجش و آمار نیز مشتمل بر سه اداره است؛
  - اداره راهبری امور پرسشگری
  - آمار و نمونه‌گیری
  - هماهنگی و نظارت بر امور شعب
- پشتیبانی
  - امور اداری و عمومی
  - امور مالی

در این مرکز ۵۰۰۰ دانشجو و فارغ التحصیل دانشگاهی به عنوان پرسشگر در سراسر ایران با ایسپا همکاری دارند.

## معرفی
مرکز افکارسنجی دانشجویان ایران (ایسپا ) وابسته به جهاد دانشگاهی فعالیت خود را از ۱۸ اردیبهشت سال ۱۳۸۰، ۸ می ۲۰۰۱ آغاز کرده‌است. در همین راستا مرکز افکارسنجی دانشجویان ایران شعبه‌های اردبیل، اصفهان، چهارمحال و بختیاری، سیستان و بلوچستان، فارس، کرمان، کرمانشاه، کهگیلویه و بویر احمد، همدان و یزد در سال ۱۳۸۰، شعبه‌های آذربایجان شرقی، خراسان جنوبی، خراسان رضوی و شعبه واحد استان مرکزی در سال۱۳۸۱، شعبه‌های زنجان، سمنان و هرمزگان در سال ۱۳۸۲، شعبه‌های خوزستان، قم، قزوین و لرستان در سال ۱۳۸۳، شعبه‌های آذربایجان غربی، خراسان شمالی، ایلام، کردستان و مازندران در سال ۱۳۸۴، شعبه گلستان در سال ۱۳۸۹، شعبه البرز در سال ۱۳۹۱ را تاسیس کرد و با تأسیس جهاددانشگاهی واحد بوشهر در سال ۱۳۹۶ ایسپا دارای شعب فعال در تمام استان های کشور است. هدف از تأسیس این مرکز انجام پژوهش‌های افکارسنجی و افکارعمومی در سطح ملی، منطقه ای و محلی به منظور کمک به سازمان‌ها و نهادهای دولتی، عمومی، خصوصی و مدنی در جهت اتخاذ تصمیمات و سیاست گذاری‌های مبتنی بر شواهد و آمار است. از جمله اولویت‌های اصلی ایسپا توجه به افکار عمومی و لزوم بهره‌گیری از دیدگاه شهروندان با هدف افزایش مشارکت شهروندان در بهبود شرایط و توسعه امور کشور است.
اصول بنیادین و اساسی ایسپا طراحی و بکار گیری روش‌ها و معیارهای دقیق، اصول اخلاقی و حفظ موضع بی‌طرفی سیاسی در فرایند پژوهش‌های افکارعمومی و به صورت خاص تحقیقات مرتبط با نظرسنجی است. به همین دلیل این مرکز بخاطر انجام پژوهش‌های علمی و نظرسنجی‌های دقیق و موفق به عنوان یک مرکز علمی معتبر و مورد اطمینان شناخته می‌شود. کارکنان این مرکز عموماً چهره‌های جوان و متخصص دانشگاهی هستند که در انجام طرح‌های نظرسنجی از همکاری مهمترین شخصیت‌های دانشگاهی نیز بهره می‌برند.
نتیجه فعالیت ایسپا از آغاز تا کنون اجرای بیش از ۲۵۰۰ طرح نظرسنجی در زمینه‌های اجتماعی، اقتصادی و سیاسی و در سطوح مختلف محلی، ملی و فراملی بوده‌است. تحقیقاتی که از نتایج آن طیف وسیعی از موسسات دولتی و غیردولتی، نهادهای سیاستگذار، نهادهای محلی و آژانس‌های خبری بین‌المللی بهره برده‌اند.

## بودجه
ایسپا در حدود ۳۰ درصد از بودجه کارهای ملی خود را از جهاد دانشگاهی تامین می‌کند و مابقی بودجه‌اش را از مازاد طرح‌های کارفرمایی دیگر استخراج می‌کند.

## طرح‌های موفق

### پیش‌بینی نتیجهدوازدهمین دوره انتخابات مجلس شورای اسلامی۱۴۰۲
در دوازدهمین دوره انتخابات مجلس شورای اسلامی ایسپا در فواصل زمانی آبان تا اسفند ۱۴۰۲ مجموعا ۶ موج نظرسنجی در سطح ملی (۳۱ استان کشور) و سطح حوزه انتخابیه تهران، ری، شمیرانات، اسلامشهر و پردیس به شیوه مصاحبه حضوری اجرا کرد. ایسپا توانست با خطای کمتر از یک درصد نتیجه انتخابات را در سطح ملی و حوزه انتخابیه تهران، ری، شمیرانات، اسلامشهر و پردیس پیش‌بینی کند.  نتایج آخرین موج نظرسنجی در ۹ اسفندماه ۱۴۰۲ یعنی دو روز مانده به برگزاری انتخابات به صورت عمومی منتشر شد و میزان مشارکت با توجه به یافته‌های نظرسنجی‌ها به ترتیب در سطح ملی و حوزه انتخابیه تهران ۴۱ درصد و ۲۳.۵ درصد برآورد و منتشر شد . 

### پیش‌بینی نتیجهانتخابات ریاست جمهوری۱۳۹۶
در دوازدهمین دوره انتخابات ریاست جمهوری ایران ایسپا توانست با خطای کمتر از یک درصد نتیجه انتخابات را پیش‌بینی کند. این طرح که طی ۱۲موج انجام شد به خوبی توانست روند مشارکت مردم ایران در انتخابات، روند آرای کاندیداها در طی ایام تبلیغات انتخاباتی، میزان رای دو کاندیدا آقای حسن روحانی و سیدابراهیم رئیسی را به درستی تخمین بزند. تحقیقاتی که از نتایج آن طیف وسیعی از موسسات دولتی و غیردولتی، نهادهای سیاستگذار، نهادهای محلی و آژانس‌های خبری بین‌المللی بهره برده‌اند.
عملكرد انتخاباتی ایسپا در آینه تصویر در آپارات

### مصرف شبکه‌های اجتماعی مردم ایران
پس از فیلترینگ گسترده شبکه‌های اجتماعی همچون تلگرام در ایران، ایسپا پیمایشی را با عنوان مصرف شبکه های اجتماعی مردم ایران آغاز کرد. نتایج این نظرسنجی که در اسفند ماه ۹۷ انجامم شد نشان داد در سال ۹۷، ۷۱ درصد جوانان ۱۸ تا ۲۹ ساله از تلگرام و ۴۹ درصد این جوانان از اینستاگرام استفاده می‌کردند. علاوه بر آن ۳۲ درصد شرکت‌کنندگان در این نظرسنجی گفته‌اند در سال ۹۶ از برنامه واتس‌اپ و ۴ درصد نیز از پیام‌رسان سروش استفاده می‌کردند. براساس یکی دیگر از نظرسنجی‌های ایسپا، در سال ۹۷، ۵۴ درصد مردان از تلگرام، ۲۸ درصد از اینستاگرام، ۲۴ درصد از واتس‌اپ و ۳ درصد نیز از پیام‌رسان سروش استفاده می‌کردند. یکی دیگر از نظرسنجی‌های ایسپا که در اسفند سال ۹۷ انجام شده درباره روند استفاده زنان از شبکه‌های اجتماعی مجازی در سال ۱۳۹۷ است. این نظرسنجی نشان می‌دهد ۵۸ درصد زنان از تلگرام، ۳۱ درصد آنها از اینستاگرام، ۲۷ درصد از واتس‌اپ و همچنین ۲ درصد از پیام‌رسان سروش استفاده می‌کردند.

### پیمایش فرهنگ سیاسی مردم ایران
ایسپا تحولات اتفاق‌افتاده در فرهنگ سیاسی مردم در سال‌های ۱۳۸۴ و ۱۳۹۷ را مورد بررسی قرار داده است. در این طرح شاخص‌هایی همچون اعتماد به نهادهای نظام سیاسی، اعتماد به مسوولان سیاسی، احساس عدالت توزیعی، احساس عدالت رویه‌ای، ارزیابی از عملکرد اقتصادی، فرهنگی، اجتماعی و سیاست خارجی نظام، حمایت از آزادی رسانه‌ها، تساهل‌مداری، اقتدارگرایی، میل به خشونت، مشارکت سیاسی، احساس پاسخگویی مسوولان سیاسی، امید به آینده ایران، احساس بی‌قدرتی و... مورد بررسی قرار گرفته است. یکی از سوالات مربوط به این شاخص، جمله «حکومت باید به مخالفانش اجازه دهد عقاید خود را آزادانه برای همه بیان کنند» به پاسخگویان ارائه شد که در مجموع ۱/ ۱۵ درصد مخالف و ۷۰ درصد موافق این جمله بوده‌اند. مابقی نیز یا مردد بوده یا اظهار نظر نکرده‌اند. همچنین مطابق بخشی از نتایج این پیمایش می‌توان نتیجه گرفت که تساهل‌مداری در بین ایرانیان به‌طور نسبی بالا است.

### پیمایش ملی کیفیت زندگی مردم ایران
از نگاه سازمان جهانی بهداشت کیفیت زندگی مفهومی فراگیر است که سلامت جسمانی، سلامت روانی، سلامت اجتماعی (روابط فردی و اجتماعی) و سلامت محیطی را دربر می گیرد و بر ادراک فرد مبتنی است. بر همین اساس ایسپا با در نظر گرفتن نگاه سازمان جهانی بهداشت پیمایش‌اش را در مهر ۱۳۹۳ آغاز کرد. پایایی پرسشنامه با شاخص همبستگی درون خوشه‌ای در حیطه سلامت جسمانی ۰.۷۷ ،در حیطه سلامت روانی ۰.۷۷، در حیطه روابط اجتماعی ۰.۷۵ و در حیطه سلامت محیط برابر با ۰.۸۴ بود. مقدار شـاخص سـازگاری درونی بین چهار حیطه، در گروه سـالم برابر با ۰.۷۳ و در گروه بیمار برابر با ۰.۷۷ به‌دسـت آمد.این پرسشنامه علاوه بر آنکه دارای روایی و پایایی مناسبی بود، در نقاط مختلف جهان نیز مورد استفاده قرار گرفته بود و قابلیت مقایسه نتایج با سایر نقاط نیز فراهم شد.
سرانجام بررسی شاخص کیفیت زندگی نشان داد مردم ایران از کیفیت زندگی متوسطی برخوردارند به‌گونه‌ای که میانگین این شاخص در بازه ٠ تا ۱۰۰ برابر با ۵۵ به دست آمد. میانگین شاخص سلامت جسمانی برابر با ۵۸، میانگین شاخص
سالمت روانی برابر با ۵۶.۹، میانگین شاخص سلامت محیط برابر با ۵۰.۸ و میانگین شاخص روابط اجتماعی برابر با ۵۵ در بازه ۰ تا ۱۰۰ به دست آمد. در مجموع استان های گیلان، آذربایجان غربی و اصفهان دارای بهترین کیفیت زندگی و استان های کرمانشاه، زنجان و خراسان شمالی دارای ضعیف ترین کیفیت زندگی شناخته شده اند.

### طرح‌ها
| نام طرح                                                           | سال اجرا  |
| ----------------------------------------------------------------- | --------- |
| نگرش جوانان به ازدواج و تشکیل خانواده                             | ۱۳۹۲      |
| دیدگاه مردم درخصوص شیوع آسیب های اجتماعی                          | ۱۳۹۳      |
| بررسی کیفیت زندگی مردم ایران                                      | ۱۳۹۳      |
| بررسی دیدگاه تماشاچیان درخصوص مسائل فوتبال ایران                  | ۱۳۹۳      |
| عوامل موثر بر ایجاد فشار روانی بر مردم (موج اول)                  | ۱۳۹۲      |
| عوامل موثر بر ایجاد فشار روانی بر مردم (موج اول)                  | ۱۳۹۴      |
| ارزیابی عملکرد دولت و انتظارات و توقعات مردم از دولت (شش موج)     | ۱۳۹۲/۱۳۹۷ |
| دیدگاه مردم در خصوص انتخابات ریاست جمهوری دوازدهم(۱۲ موج)         | ۱۳۹۶      |
| موج دوم سنجش فرهنگ سیاسی مردم ایران                               | ۱۳۹۷      |
| موج دوم نگرش جوانان به ازدواج و خانواده                           | ۱۳۹۷      |
| موج دوم پیمایش ملی کیفیت زندگی مردم ایران                         | ۱۳۹۸      |
| دیدگاه مردم ایران در خصوص انتخابات مجلس شورای اسلامی ( یازده موج) | ۱۳۹۸      |
| دیدگاه مردم ایران در خصوص ابعاد شیوع ویروس کرونا                  | ۱۳۹۹      |

### پیمایش‌های کارفرمایی
| نام پیمایش                                           | کارفرما                                                       | سابقه‎ اجرا | سال اجرا |
| ---------------------------------------------------- | ------------------------------------------------------------- | ---------- | -------- |
| سرمایه اجتماعی مردم ایران                            | وزارت کشور                                                    | موج ‎دوم    | ۱۳۹۳     |
| ارزش‎ها‎و‎ نگرش‎های‎ ایرانیان                             | وزارت فرهنگ و ارشاد اسلامی                                    | موج‎ سوم    | ۱۳۹۴     |
| نگرش مردم به مصرف مواد مخدر و روان‎ گردان‎ها           | ستاد مبارزه با مواد مخدر                                      | موج اول    | ۱۳۹۳     |
| نگرش مردم به مصرف مواد مخدر و روان‎ گردان‎ها           | ستاد مبارزه با مواد مخدر                                      | موج دوم    | ۱۳۹۷     |
| سبک زندگی دانشجویان                                  | معاونت فرهنگی جهاددانشگاهی                                    | موج اول    | ۱۳۹۳     |
| وضعیت دینداری ایرانیان                               | سازمان تبلیغات اسلامی                                         | موج‎ دوم    | ۱۳۹۵     |
| وضعیت پوشش و حجاب ایرانیان                           | سازمان تبلیغات اسلامی                                         | موج ‎دوم    | ۱۳۹۵     |
| میزان و نحوۀ استفاده از بازی های رایانه ای در ایران  | بنیاد ملی بازی‌های رایانه‌ای مدیر مرکز تحقیقات بازی های دیجیتال | موج اول    | ۱۳۸۹     |
| میزان و نحوۀ استفاده از بازی های رایانه ای در ایران  | بنیاد ملی بازی‌های رایانه‌ای مدیر مرکز تحقیقات بازی های دیجیتال | موج دوم    | ۱۳۹۶     |
| بررسی شیوع آسیب های اجتماعی از دیدگاه شهروندان       | وزارت کشور                                                    | موج اول    | ۱۳۹۳     |
| دیدگاه مردم ایران در خصوص تجمعات اعتراضی دی ماه ۱۳۹۶ | مرکز بررسی‌های استراتژیک                                       | موج اول    | ۱۳۹۶     |
| دیدگاه مردم تهران در خصوص شیوع ویروس کرونا (هفت موج) | دفتر مطالعات اجتماعی شهرداری تهران                            | موج اول    | ۱۳۹۸     |

## روسای ایسپا
| رییس                  | دوران ریاست        | دوران ریاست   |
| رییس                  | از                 | تا            |
| --------------------- | ------------------ | ------------- |
| ابراهیم حاجیانی       | ۸ اردیبهشت ۱۳۸۰    | ۱۳ اسفند ۱۳۸۶ |
| علی فروغی             | ۱۴ اسفند ۱۳۸۶      | ۹ آذر ۱۳۸۹    |
| علی اصغر حائری مهریزی | سرپرست ۱۰آذر ۱۳۸۹  | ۴ تیر ۱۳۹۰    |
| علی حاتمی             | سرپرست ۳۰ تیر ۱۳۹۱ | ۱۸ مهر ۱۳۹۱   |
| محمد آقاسی            | ۱۹ مهر ۱۳۹۱        | خرداد ۱۳۹۸    |
| مهدی رفیعی بهابادی    | ۲۷ خرداد ۱۳۹۸      | اردیبهشت ۱۴۰۲ |
| ابراهیم شیرعلی        | ۱۲ اردیبهشت ۱۴۰۲   | هم اکنون      |